# Glossosoma abhisares
Glossosoma abhisares är en nattsländeart som beskrevs av Schmid 1971. Glossosoma abhisares ingår i släktet Glossosoma och familjen stenhusnattsländor. Inga underarter finns listade i Catalogue of Life.